# Jean Carlos Crispín
Pour les articles homonymes, voir Crispin (homonymie).
Crispín  Castillo est un nom espagnol. Le premier nom de famille, en général paternel, est Crispín ; le second, en général maternel, souvent omis, est Castillo.
Jean Carlos Crispín Castillo, né le 6 juin 1992, est un coureur cycliste dominicain.

## Biographie
En début d'année 2019, Jean Carlos Crispín s'impose au sprint sur la deuxième étape de la Vuelta a la Independencia Nacional.

## Palmarès

### Sur route
- 2019
  - 2e étape de la Vuelta a la Independencia Nacional

### Sur piste
- 2014
  -  Champion de République dominicaine de poursuite par équipes (avec Augusto Sánchez, Norlandy Taveras et Juan José Cueto[2])
- 2017
  - 2e du championnat de République dominicaine de keirin[3]